# ژاروو (استان اوپوله)
ژاروو (به لهستانی: Żarów) یک منطقهٔ مسکونی در لهستان است که در گمینا گرودکوو واقع شده‌است.